# Andrej Baranov
Andrej Vladimirovitsj Baranov (Russisch: Андрей Владимирович Баранов) (Sint-Petersburg, 15 januari 1986) is een Russisch violist en winnaar van de Koningin Elisabethwedstrijd 2012.

## Muzikale carrière
Baranov werd geboren in een muzikale familie en begon met vioolspelen toen hij vijf jaar oud was. Baranov volgde van 2005 tot 2009 muzieklessen aan het Conservatorium van Sint-Petersburg en van 2007 tot 2009 lessen aan het Conservatorium van Lausanne. Tot zijn leraars behoorden onder anderen Vladimir Ovcharek, Pavel Popov en Pierre Amoyal. De violist speelt op een Ansaldo Poggi ex-Milstein viool, uitgeleend door de Japanse Munetsugu Hall Foundation.
Door de eerste prijs van de Koningin Elisabethwedstrijd, krijgt Baranov voor de periode van 3 jaar de Huggins-Stradivarius uit 1708 in bruikleen van de Nippon Music Foundation. Sinds 1997 is dit een gebruikelijk voorrecht van de wedstrijdwinnaar van het concours. Met deze prijs treedt de violist in de voetsporen van de door hem sterk bewonderde eerste winnaar van het concours: David Oistrach. In dit verband stelt hij: Oistrach was een geweldige persoonlijkheid en een eerlijke musicus met een pure toon. Naast als solist op te treden bij concerten heeft de violist een strijkkwartet opgericht: het Diaghilev Quartet. Men is van plan alle vijftien strijkkwartetten van Dmitri Sjostakovitsj op te nemen. Daarnaast is Baranov ook concertmeester van het Musica Aeterna Ensemble, het orkest van Teodor Currentzis.

## Onderscheidingen
- 2008 - Eerste Prijs Benjamin Britten-wedstrijd, Londen
- 2008 - Eerste Prijs Henri Marteau-wedstrijd, Duitsland
- 2010 - Zesde plaats Indianapolis wedstrijd, USA
- 2012 - Grote internationale prijs Koningin Elisabeth en Prijs Koningin Fabiola